# Ciclismo ai Giochi della XXXIII Olimpiade - Inseguimento a squadre femminile
Le gare di inseguimento a squadre femminile ai Giochi della XXXIII Olimpiade di Parigi si sono svolte dal 6 al 7 agosto 2024 presso il Velodromo di Saint-Quentin-en-Yvelines di Montigny-le-Bretonneux. Alla competizione hanno preso parte 44 atlete in rappresentanza di 10 nazioni.
La squadra statunitense, composta da Chloé Dygert, Kristen Faulkner, Jennifer Valente e Lily Williams, ha vinto la competizione aggiudicandosi la medaglia d'oro, mentre la squadra neozelandese e quella britannica hanno ottenuto rispettivamente la medaglia d'argento e di bronzo.

## Qualificazioni
Per le gare di ciclismo su pista delle Olimpiadi di Parigi 2024 erano disponibili 190 posti, con una egual divisione tra uomini e donne. Ogni CON aveva la possibilità di far qualificare un massimo di quattordici atleti, con una specifica divisione in base al tipo di evento.
Tutte le quote sono state attribuite sulla base dei punteggi ottenuti nell'UCI Track Olympic Ranking nel periodo 2022-2024. La classifica UCI Track Olympic 2022-2024 sarà data dal totale dei punti guadagnati nelle ultime due edizioni dei rispettivi Campionati Continentali, negli UCI Track Nations Cup nelle stagioni 2023 e 2024 e ai Campionati Mondiali su pista UCI del 2023.

## Formato di gara e regolamento
Nell'inseguimento a squadre, due team si sfidano su 16 giri (4 km) partendo da due punti diametralmente opposti sui due rettilinei della pista. Vince chi per primo raggiunge l'avversario o chi copre la distanza nel minor tempo. Il tempo si prende sul terzo ciclista all'arrivo.
La competizione si svolge in tre turni:
- Qualificazioni: nelle qualificazioni le squadre scendono in pista una a una per stabilire, analogamente ad una comune gara a cronometro, il loro tempo di qualifica.
- Semifinale: i quattro migliori atleti per tempo registrato affrontano le prove ad eliminazione diretta, venendo create delle coppie per le semifinali; le vincitrici si sfideranno per la medaglia d'oro.
- Finale:  4 finali composte da 2 squadre ciascuna. Le due migliori squadre delle semifinali gareggiano per la medaglia d'oro, mentre le ultime due per la medaglia di bronzo finale per il 3º-4º posto; è prevista anche la finale per il 5º-6º posto e quella per il 7º-8º posto.

## Record
Prima della competizione il record del mondo e il record olimpico erano i seguenti:
| Record          | Record   | Record   | Record                        |
| --------------- | -------- | -------- | ----------------------------- |
| Record mondiale | 4'04"242 | Germania | 4 agosto 2024 Tokyo, Giappone |
| Record olimpico | 4'04"242 | Germania | 4 agosto 2024 Tokyo, Giappone |

## Programma
| Data          | Ora (UTC+2) | Turno          |
| ------------- | ----------- | -------------- |
| 6 agosto 2024 | 17:30       | Qualificazioni |
| 7 agosto 2024 | 13:52       | Primo turno    |
| 7 agosto 2024 | 18:57       | Finali         |
| Fonte:        |             |                |

## Risultati

### Qualificazioni
| Pos.   | Nazione                                                                      | Tempo    | Note |
| ------ | ---------------------------------------------------------------------------- | -------- | ---- |
| 1      | Nuova Zelanda Ally Wollaston Bryony Botha Emily Shearman Nicole Shields      | 4'04"679 | Q    |
| 2      | Stati Uniti Jennifer Valente Lily Williams Chloé Dygert Kristen Faulkner     | 4'05"238 | Q    |
| 3      | Gran Bretagna Elinor Barker Josie Knight Anna Morris Jessica Roberts         | 4'06"710 | Q    |
| 4      | Italia Letizia Paternoster Chiara Consonni Martina Fidanza Vittoria Guazzini | 4'07"579 | Q    |
| 5      | Germania Franziska Brauße Laura Süßemilch Lisa Klein Mieke Kröger            | 4'08"313 | q    |
| 6      | Australia Georgia Baker Sophie Edwards Chloe Moran Maeve Plouffe             | 4'08"612 | q    |
| 7      | Francia Clara Copponi Valentine Fortin Marion Borras Marie Le Net            | 4'08"797 | q    |
| 8      | Canada Maggie Coles-Lyster Sarah Van Dam Erin Attwell Ariane Bonhomme        | 4'12"205 |      |
| 9      | Irlanda Lara Gillespie Mia Griffin Kelly Murphy Alice Sharpe                 | 4'12"447 |      |
| 10     | Giappone Yumi Kajihara Tsuyaka Uchino Mizuki Ikeda Maho Kakita               | 4'13"818 |      |
| Fonte: |                                                                              |          |      |

### Primo turno
| Batteria | Pos. | Nazione                                                                    | Tempo    | Note |
| -------- | ---- | -------------------------------------------------------------------------- | -------- | ---- |
| 1        | 1    | Francia Clara Copponi Valentine Fortin Victoire Berteau Marion Borras      | 4'08"292 |      |
| 1        | 2    | Australia Georgia Baker Alexandra Manly Sophie Edwards Maeve Plouffe       | 4'09"975 |      |
| 2        | 1    | Germania Franziska Brauße Laura Süßemilch Lisa Klein Mieke Kröger          | 4'07"908 |      |
| 2        | 2    | Canada Maggie Coles-Lyster Sarah Van Dam Erin Attwell Ariane Bonhomme      | 4'10"471 |      |
| 3        | 1    | Stati Uniti Jennifer Valente Lily Williams Chloé Dygert Kristen Faulkner   | 4'04"629 | QG   |
| 3        | 2    | Gran Bretagna Elinor Barker Josie Knight Anna Morris Jessica Roberts       | 4'04"908 | QB   |
| 4        | 1    | Nuova Zelanda Ally Wollaston Bryony Botha Emily Shearman Nicole Shields    | 4'04"818 | QG   |
| 4        | 2    | Italia Elisa Balsamo Letizia Paternoster Martina Fidanza Vittoria Guazzini | 4'07"491 | QB   |
| Fonte:   |      |                                                                            |          |      |

### Finali
| Pos.                      | Nazione                                                                  | Tempo    | Note |
| ------------------------- | ------------------------------------------------------------------------ | -------- | ---- |
| Finale medaglia d'oro     |                                                                          |          |      |
| Oro                       | Stati Uniti Jennifer Valente Lily Williams Chloé Dygert Kristen Faulkner | 4'04"306 |      |
| Argento                   | Gran Bretagna Ally Wollaston Bryony Botha Emily Shearman Nicole Shields  | 4'04"927 |      |
| Finale medaglia di bronzo |                                                                          |          |      |
| Bronzo                    | Nuova Zelanda Elinor Barker Josie Knight Anna Morris Jessica Roberts     | 4'06"382 |      |
| 4                         | Italia Elisa Balsamo Chiara Consonni Martina Fidanza Vittoria Guazzini   | 4'08"961 |      |
| Finale quinto posto       |                                                                          |          |      |
| 5                         | Francia Clara Copponi Valentine Fortin Marion Borras Marie Le Net        | 4'06"987 |      |
| 6                         | Germania Franziska Brauße Lena Charlotte Reißner Lisa Klein Mieke Kröger | 4'08"349 |      |
| Finale settimo posto      |                                                                          |          |      |
| 7                         | Australia Alexandra Manly Sophie Edwards Chloe Moran Maeve Plouffe       | 4'11"548 |      |
| 8                         | Canada Maggie Coles-Lyster Sarah Van Dam Erin Attwell Ariane Bonhomme    | 4'12"097 |      |
| Fonte:                    |                                                                          |          |      |